# Polychaetella schweinitzii
Polychaetella schweinitzii är en svampart som först beskrevs av Berk. & Desm., och fick sitt nu gällande namn av Speg. 1918. Polychaetella schweinitzii ingår i släktet Polychaetella och familjen Capnodiaceae.   Inga underarter finns listade i Catalogue of Life.